# 下厄施

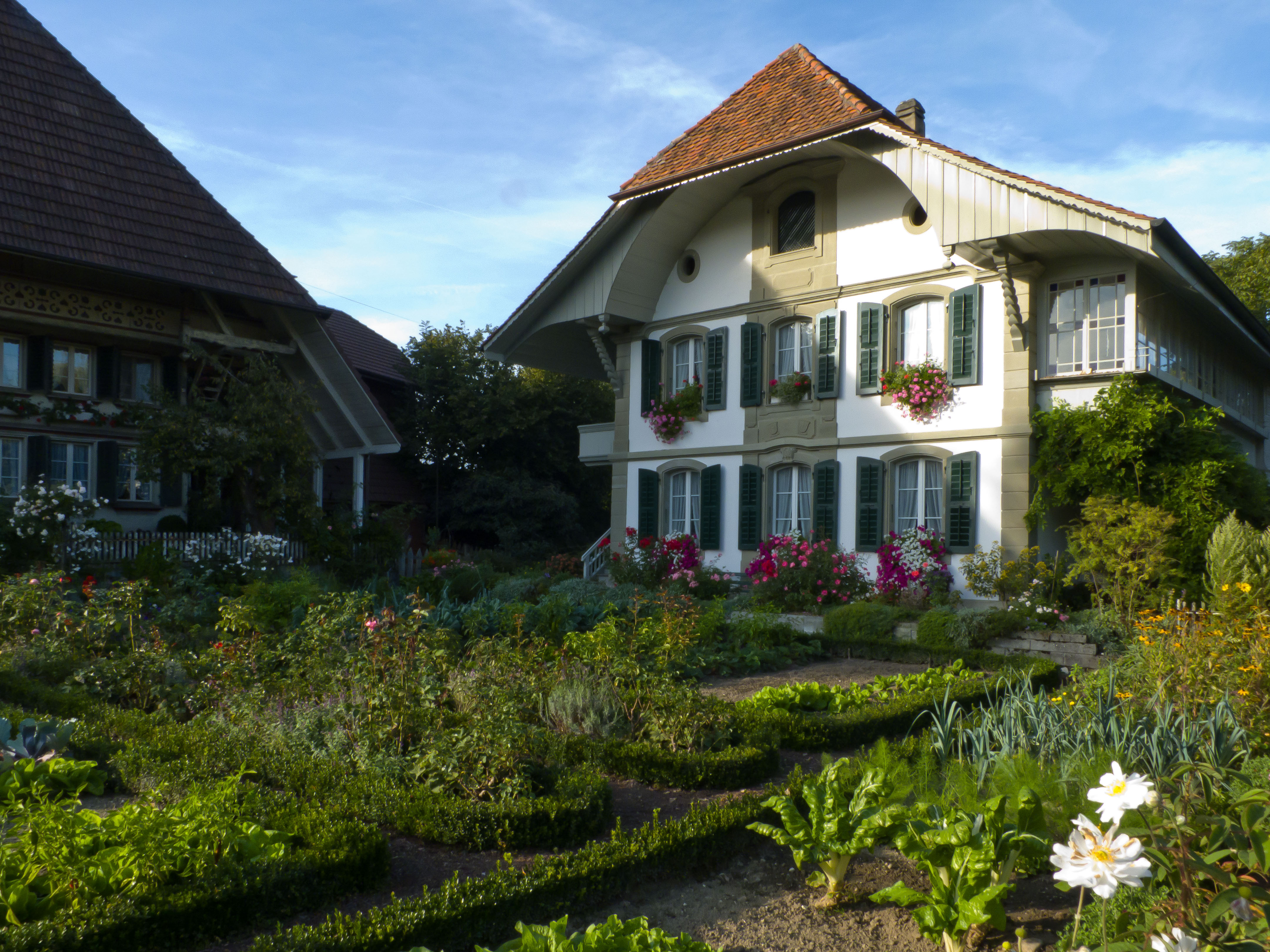

下厄施是瑞士的一个镇，位於該國中西部，由伯恩州負責管轄，面積4.63平方公里，海拔高度485米，2011年人口242，八成半人口信奉基督教，人口密度每平方公里52人。